# Paco Bascuñán Rams
Paco Bascuñán Rams (València, 1954 - 28 de setembre de 2009) fou un dissenyador valencià. Va treballar pràcticament tots els àmbits del disseny gràfic: disseny de comunicació, disseny editorial, identitat corporativa, senyalització, disseny multimèdia, etc. El seu fons documental es conserva a l'Arxiu Valencià del Disseny.